# У лето (књига)
У лето (норв. Om sommeren) је последња од четири књиге есеја који представљају писма ћерки норвешког књижевника Карла Увеа Кнаусгора (норв. Karl Ove Knausgǎrd) (1968) објављена 2016. године.
Српско издање књиге У пролеће објавила је издавачка кућа "Booka" из Београда 2021. године у преводу Радоша Косовића.

## О аутору
Карл Уве Кнаусгор је рођен 1968. у Ослу. Одрастао је на Трумеји и у Кристијансанду. Похађао је Академију за уметничко писање и студирао историју уметности и књижевност. Радио је као уредник књижевног часописа. Године 1998. дебитовао је романом Ван света (Ute av verden) са којим је постигао велики успех и постао први дебитант који је добио престижну награду норвешке критике „Kritikerprisen“.

## Серијал Квартет о годишњим добима
Серијал "Квартет о годишњим добима" је настао од 2015. до 2016. године. Књиге су насловљене по годишњим добима: У јесен, У зиму, У пролеће и У лето. Кнаусгор прво пише својој нерођеној ћерки а касније и рођеној, објашњава јој и описује свет око себе. Књиге су на неки начин врста лексикона, лична енциклопедија, скривени дијалог писца са светом какав је био, какав је сада и какав би могао бити.

## О књизи
У лето je последњи том личне енциклопедије коју отац пише својој најмлађој ћерки. Књига представља топао и искрен осврт аутора на свет и на себе, као оца и као писца. Са њом Кнаусгор заокружује путовање у потрази за одговором на питање шта је то што живот чини вредним.
Књига У лето садржи лепе описе природе, свитања, летњих јутара, летњих вечери, а оно што је највредније јесте што доноси пуно лепих и дубоких мисли насталих пред зачуђеношћу пред животом.

### Целине књиге
Књига садржи три целине - Јун, Јул и Август, а у оквиру сваке целине налазе се кратки есеји, описи појава, догађаја, предмета и свега што чини свет око нас. Месеци су заокружени дневничким записима сачињеним од мисли које лето код писца буди, као и од породичних догађаја које проживљава. 
- Јун

Ова целина садржи есеје о прскалицама, кестенима, кратким панталонама, мачкама, камповима, летњој ноћи, летњем поподневу, интелигенцији, пени, брезама, пужевима, рибизлама, летњој киши, слепим мишевима, чамцу, вуку, сузама и миксеру. Даље следе Дневници написани током јуна месеца.
- Јул

Ова целина садржи есеје о травњаку, коцкицама леда, галебовима, винским мушицама, трешњама, скуши, осама, мото-шоу, игралишту, слепом мишу, роштиљу, Стингу, кипровини, псима, Јештадхолмену, комарцима, несвестици и Џиновом котлу.
Даље следе Дневници написани током јула месеца.
- Август

Ова целина садржи есеје о одећи, сладоледу, соли, глистама, Екелефу, бициклу, Харијет Бакер, цинизму, шљивама, кожи, лептирима, јајима, пуноћи, уједу осе, циркусу, понављању, лову на крабе и бубамарама. Овај део књиге, тј. целина не садржи дневничке записе.